# Rohrheizkörper
Rohrheizkörper dienen zum elektrischen Erwärmen von gasförmigen oder flüssigen Medien. Die einfachste Version ist der Tauchsieder, der im Prinzip nur aus einem Rohrheizkörper mit wärmeisolierendem Griff besteht.

## Aufbau

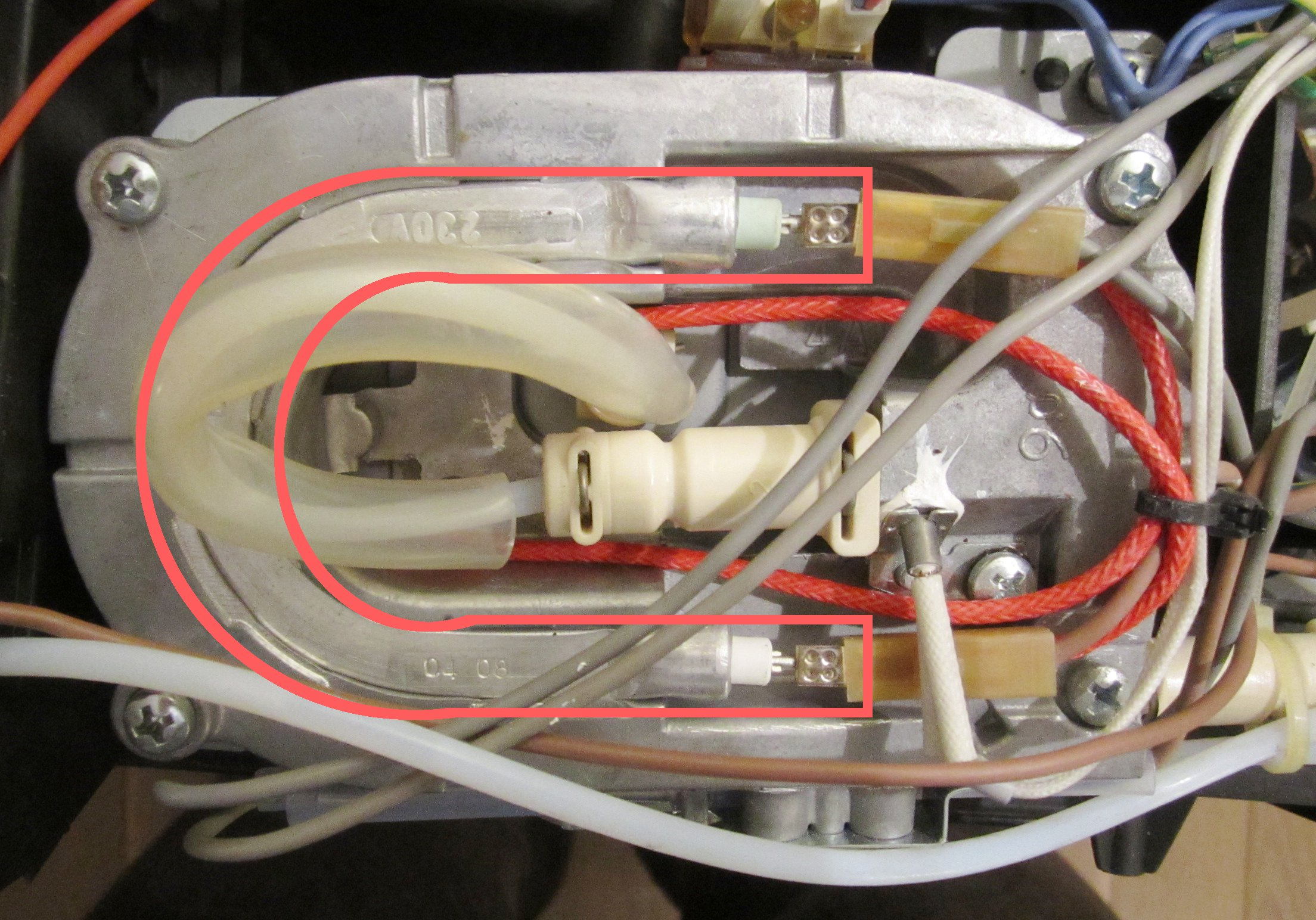
Alu-Rohrheizkörper im Thermoblock einer Kaffeemaschine: Das Wasser ist nicht direkt mit dem Rohrheizkörper in Kontakt, sondern wird indirekt in den Kanälen des beheizten Thermoblocks erwärmt.

Rohrheizkörper bestehen aus einem Aluminium-, Kupfer-, Mangan- oder Edelstahlrohr von ca. 3–16 mm Durchmesser, in das ein gewellter oder gewendelter Heizwiderstand – also ein elektrisch beheizter Draht – eingeführt ist, der über keramische Abstandshalter (z. B. aus Magnesiumoxid) von der Innenwand des umschließenden Rohres ferngehalten wird. An den Enden des Rohres wird der Heizdraht in der Regel an gut leitende Anschlusselektroden geschweißt, die durch die Abdichtung an den Enden des Rohres nach außen führen. Die Enden der Rohrheizkörper sind also nicht beheizt und werden dort i.d. Regel am umgebenden Gerät befestigt. Über die Befestigung an den Rohrenden hinaus ist es bei größeren Längen aber auch üblich, den Rohrheizkörper an weiteren Stellen gegen ein umgebendes Gerät abzustützen. Der elektrische Anschluss geschieht z. B. über Steckanschlüsse, meistens direkt an Netzspannung.
In Sonderformen werden flachgedrückte Rohre verwendet oder beide Anschlüsse des Heizelementes an einem Ende herausgeführt.

## Einsatzgebiete

### Flüssigkeiten
Rohrheizkörper finden sich in vielen Haushaltsgeräten, die Wasser oder Fett elektrisch beheizen:
- Fritteusen
- Waschmaschinen
- Kaffeemaschinen
- Geschirrspüler (früher direkt im Waschraum angeordnet, jetzt zumeist in Form eines Durchlauferhitzers im unzugänglichen Teil der Maschine integriert).

### Luft

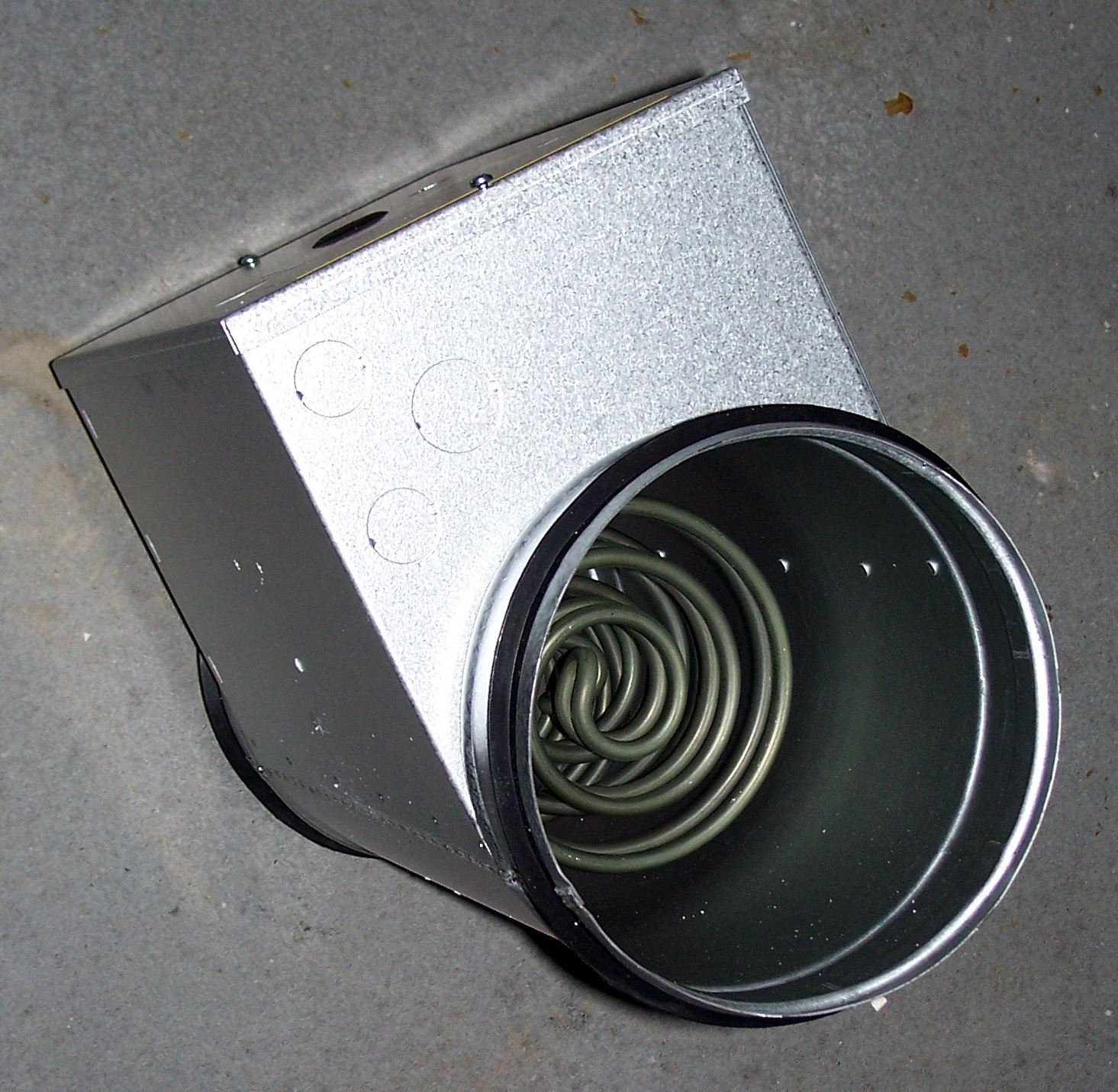
Rohrheizkörper in einem Heizregister zur Lufterwärmung

In selteneren Fällen werden Rohrheizkörper auch zur Lufterwärmung genutzt: Gegenüber PTC-Elementen haben Rohrheizkörper jedoch eine kleinere Oberfläche – um dieselbe Lufterwärmung zu erreichen, muss die Rohroberfläche stärker erhitzt werden, was zur Verschwelung von Staubteilchen führen kann. Der Vorteil von Rohrheizkörpern gegenüber PTC-Elementen ist ihr geringerer Strömungswiderstand.

## Vorteile und Abgrenzung
Rohrheizkörper sind gegenüber einer Blankdraht-Heizung immer dann im Vorteil, wenn die Heizquelle mechanisch geschützt werden muss – z. B. in der Fritteuse vor dem Einhängekorb, in Geschirrspüler und Waschmaschine vor Schmutzteilen.